# Flugplatz Gbangbatoke

i7
i11
i13
Der Flugplatz Gbangbatoke (englisch Gbangbatoke Airport) ist ein Flugplatz am nördlichen Rand der sierra-leonischen Ortschaft Gbangbatoke. 
Der Flugplatz wurde zu keiner Zeit für den Linienverkehr genutzt und diente lediglich der Versorgung der dortigen Bergwerke. Aktuell (Stand Januar 2019) wird der Flughafen nicht mehr genutzt. Er liegt auf 23 m Höhe. Der Flugplatz verfügt über eine Start- und Landebahn 06/24 mit einer Länge von etwa 1100 Metern.